# Щедровка (Нижегородская область)
Щедровка — село в Вадском районе Нижегородской области. Входит в Стрельский сельсовет.
Расположено в 10 км к юго-западу от Вада, в 15-20 км к северо-востоку от Арзамаса и в 90 км к югу от Нижнего Новгорода. Через село проходит автодорога Арзамас — Вад. В 2 км к востоку от села находится остановочный пункт Щедровка на железнодорожной линии Арзамас — Канаш.
| 1999 | 2002 | 2010 |
| ---- | ---- | ---- |
| 389  | ↘350 | ↗353 |

## История
Согласно архивным сведениям, Щедровка была основана в 1766 году выходцами из ближайшей на то время деревни Стрелка. Основали деревню порядка 60 семейств. Таким образом Щедровка является стрельскими выселками.

## Церковь
Первый деревянный храм появился в Щедровке в 1786 году, после удовлетворения прошения крестьян деревень Щедровки и Букалей Арзамасской округи от 28 апреля 1783 года «о дозволении построить в Щедровке церковь». В камне она была отстроена в 1829 году. Главный холодный её престол был освящён в честь иконы Божией Матери Казанской, придел — в честь Рождества Христова. На 1904 год в приходе насчитывалось 722 православных мужчины и 777 женщин. В селе имелись две церковно-приходские школы. Иереем с 1897 года служил Александр Иванович Масленников, которому в 1904 году исполнилось 28 лет. Псаломщиком с 1895 года был Г. А. Журавлев. Церковным старостой с 1896 года являлся А. М. Кокушкин, а с 1909 — И. С. Кривоногов.
В советские годы Казанский храм был перестроен в клуб. Колокольню его разрушили, купол разобрали, уничтожили колонны, чтобы ничто не напоминало о былой красоте Божьего дома. Сегодня бывшее здание церкви совсем брошено. К счастью, в областном архиве сохранились чертежи храма, датированные 17 апреля 1926 года, благодаря которым его можно восстановить в первозданном виде.